# Luis Gutiérrez (escritor)
Luis Gutiérrez, (Sevilla, 1771 - 9 de abril de 1809) fue un escritor, periodista y aventurero afrancesado español.

## Biografía
Fue religioso trinitario, pero se exclaustró. Hombre instruido y de carácter fuerte, escribió un influyente y difundido Correo de Bayona, luego con el título de Gaceta de Comercio, literatura y política de Bayona (1802-1804), destinado a comerciantes de Francia, España e Hispanoamérica; en este periódico condenaba sin rodeos los estragos causados por la Revolución francesa, pero apoyaba la limitación del poder real y se mostraba poco respetuoso con la religión católica, por lo cual tuvo algunos problemas con el gobierno español y la Inquisición. Quizá por ello, hacia 1799 escribió una novela epistolar anticlerical que atacaba a la Inquisición, Cornelia Bororquia, al principio prohibida por la Inquisición e incluida en su famoso Índice, pero de amplísima difusión clandestina y muy reimpresa a lo largo del siglo XIX. La novela apareció anónima, pero Mario Méndez Bejarano descubrió a su autor. Narra como la dama sevillana que le da título es perseguida por el Arzobispo de Sevilla, enamorado de ella. Como novela histórica, deja bastante que desear, a juicio de Juan Antonio Llorente:

Dijo ser historia más que romance, no siendo ni lo uno ni lo otro, sino reunión de desatinos mal forjados, con trastorno de los nombres de las personas que introduce y aun el de su heroína, por no haber entendido la Historia de la Inquisición escrita por Felipe Limborg, pues, citando éste dos personas por sus apellidos, "Cornelia et Bohorquia" que fueron doña María Coronel y doña María Bohorques, formó con las dos una que nunca existió, nombrada Cornelia Bororquia, fingiendo amores que no pudo haber con el inquisidor general propietario, que se halla en Madrid y era el arzobispo de Sevilla, a quien supone persona distinta; supuso interrogatorios que jamás se han estilado en el Santo Oficio; dio perfectamente a conocer que su ánimo era satirizar y poner en ridículo al Santo Oficio, de quien, temiendo ser preso, huyó a Bayona. La verdad sencilla de la historia basta por sí sola para demostrar cuán digna de odio es la Inquisición, sin que sea necesario acudir a las armas de la fábula, de la sátira ni del ridículo.

Cornelia Bororquia es una obra clave en la historia del anticlericalismo contemporáneo español, pues en esta novela Luis Gutiérrez hace una crítica en profundidad del clero, que va mucho más allá de la del resto de ilustrados españoles, poniendo en cuestión la posición predominante y privilegiada de la Iglesia católica en el Antiguo Régimen. Todo ello sin abandonar su fe católica, que enlaza con la tradición jansenista española.

Luis Gutiérrez... en su famosa novela Cornelia Bororquia (primera edición en 1801) lanza una crítica en toda regla contra el clero y apunta con total intención hacia su jerarquía. Proclama constantemente su catolicismo, basado en la caridad, el perdón y el irenismo: Dios es dios de paz y no cabe la intolerancia ni la persecución. Sin embargo, la religión católica, tal como existe en España, actúa de manera bien diferente. El catolicismo se impone por «el terror, la intolerancia y los crímenes» y se convierte en religión opresora del débil y en arma para calmar los remordimientos de los poderosos. El catolicismo español es, por tanto, «una religión falsa», se lee textualmente en la novela. De esta tergiversación del catolicismo responsabiliza casi en exclusiva al clero. Los sacerdotes «se dejan deslumbrar por la ambición, se dejan corromper por el oro, en suma, no son cristianos». Con el nombre de piedad, el clero encubre a menudo las pasiones más vergonzosas y valiéndose de la protección de los soberanos se impone sobre la ignorancia del pueblo, convirtiendo en opresora la religión de paz. Valiéndose de uno de los personajes de la novela, Meneses, sienta el siguiente principio general: «Las gentes ilustradas saben muy bien los embustes, trazos y trampantojos de que se han valido en todo tiempo los sacerdotes de todas sectas para engañar al pueblo», y da a entender, acto seguido, qué tal ha sido la actuación en España del clero católico.

Por las mismas fechas en que se publicó Cornelia Bororquia, Luis Gutiérrez escribió unas Cartas amistosas y políticas al rey de España por un apasionado suyo, dadas a conocer hace poco, en las que de nuevo el anticlericalismo es el tema central y de nuevo hace responsable al clero de la tergiversación del mensaje de Jesucristo. «¿No son los mismos eclesiásticos los que nos dan ejemplo de todos los vicios hasta de los más livianos?», escribe en la carta segunda recordando el tema central de Cornelia Bororquia. Como la religión ha sido «desfigurada enteramente por sus ministros», Gutiérrez propone la separación de los poderes espiritual y temporal y la supresión de los privilegios de los clérigos, eliminando así «la mucha preponderancia que se les ha concedido en los Estados». En estos planteamientos coincide en gran parte con Blanco White, el otro autor ilustrado pionero en el ataque directo al clero.
Luis Gutiérrez también escribió el poema El chocolate. Comprometido con la causa del rey José I, escribió a su favor en las gacetas de Bayona, y se hizo pasar ante el ministro de Su Majestad Británica, lord Canning, por un tal Barón de Agra enviado a verle por el propio Fernando VII, preso en Francia; pero la superchería se descubrió en España, fue preso y, en la noche del 9 de abril de 1809, sufrió la pena máxima. A la mañana siguiente apareció agarrotado con un cartel en el pecho que decía: "Don Luis Gutiérrez, sentenciado á muerte por la Junta de Seguridad Pública, por fraile apóstata, gacetero en Bayona y falsificador de la firma de Fernando VII".